# 六條問事
六条問事是汉朝時汉武帝對刺史的权力和职务范围的具體规定。
汉朝实行郡县制，全国分为一百多个郡國。为了加强地方行政，汉武帝将全国划分为十三个州，州设刺史一人，由皇帝直接任免。刺史的职责以汉武帝颁发的六条問事的形式规定下来。
六条問事的具体内容是“一条，强宗豪右，田宅逾制，以强凌弱，以众暴寡；二条，二千石不奉诏书遵承典制，倍公向私，旁诏守利，侵渔百姓，聚敛为奸；三条，二千石不恤疑狱，风厉杀人，怒则任刑，喜则淫赏，烦扰刻暴，剥截黎元，为百姓所疾，山崩石裂，訞祥讹言；四条，二千石选署不平，苟阿所爱，蔽贤宠顽；五条，二千石子弟恃怙荣势，请托所监；六条，二千石连公下比，阿附豪强，通行货赂，割损正令也。”从诏书的内容可以看出，當時刺史的职责主要在于监察郡太守、國相以及各级地方官员的施政。